# Giuseppe Simone Assemani

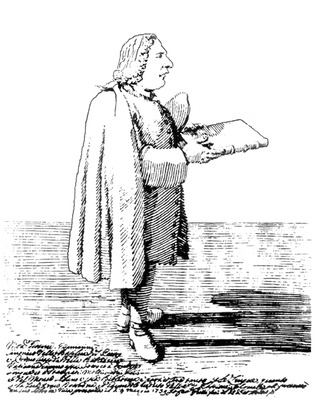
Giuseppe Simone Assemani

Giuseppe Simone Assemani (Joseph Simonius-Assemani; * 27. August 1687 in Ḥasrūn (Libanon); † 13. Januar 1768 in Rom), teilweise auch Asseman geschrieben, war ein Orientalist.

## Leben
Yūsuf as-Simˁani (in Rom: Giuseppe Simonio) stammte aus einer maronitischen Familie. Er war Seminarist am Päpstlichen Maronitischen Kolleg, das 1584 durch Papst Gregor XIII. gegründet worden war. Seine Studien setzte er 1707 und 1708 in Rom fort, wo er zusammen mit Simone Evodio Assemani, ebenfalls Maronit, Handbücher in arabischer Sprache über die Grammatik des Syrischen sowie über Logik verfasste, ferner eine ebenfalls in Arabisch verfasste Abhandlung über das Kanonische Recht der Ostkirchen.
Er empfing 1710 die Priesterweihe und unternahm dann im päpstlichen Auftrag Reisen durch Ägypten, den Libanon und Syrien, auf denen er zahlreiche orientalische Handschriften, Münzen etc. für die Vatikanische Bibliothek sammelte. Anfang 1717 kehrte er von seinen Reisen zurück und wurde Kustos der Biblioteca Vaticana.
1736 leitete er, jedenfalls faktisch, das Libanesische Konzil, mit dem die Reformen des Konzils von Trient in der Kirche der Maroniten implementiert wurden.
1763 fand er in einem griechisch-orthodoxen Kloster in Jerusalem eine Handschrift in altslawischer glagolitischer Schrift, die seitdem Codex Assemanianus genannt wird.
Giuseppe Assemani wurde am 1. Dezember 1766 zum Titularerzbischof von Tyrus ernannt. Die Bischofsweihe spendete ihm am 7. Dezember 1766 der Kardinalbischof von Frascati, Henry Benedict Stuart of York; Mitkonsekratoren waren Giuseppes in maronitischer Weihelinie stehender Neffe, Erzbischof Stefano Evodio Assemani, sowie Bischof Nicolas-Xavier Santamarie.
Giuseppe Simonius-Assemani starb am 13. Januar 1768 in Rom und wurde in der Kirche des Maronitischen Kollegs San Giovanni Evangelista beigesetzt.

## Werke
- Bibliotheca orientalis Clementino-Vaticana / Josephus Simonius-Assemanus. Rom 1719–1728, 4 Bände. (Enthält die syrischen Manuskripte der genannten Bibliothek).
  - Neudruck: Hildesheim, New York: Olms o. J. Avec une postface par Joseph-Marie Sauget (ab 1975).
  - (Orientalische Bibliothek oder Nachrichten von syrischen Schriftstellern) Joseph Simonius Assemanns Orientalische Bibliothek oder Nachrichten von syrischen Schriftstellern / in einen Ausz. gebracht von August Friederich Pfeiffer. Deutsche Ausgabe von August Friedrich Pfeiffer, Erlangen 1770–1777, 2 Bände.
- Italicae historiae Scriptores ex Biblioteca Vaticana. Rom 1751–1753, 4 Bände.
- Kalendaria Ecclesiae Universae. (Rom 1755–1757, 6 Bände).
- Bibliotheca iuris orientalis canonici et civilis. In 5 libris. (Rom 1762–1766, 5 Bände).
  - Neudruck: Aalen Scientia-Verlag o. J. (ca. 1969)